# Cristiano Lombardi
Cristiano Lombardi (Viterbo, 19 agosto 1995) è un allenatore di calcio ed ex calciatore italiano, di ruolo centrocampista o attaccante, tecnico in seconda della formazione Under-18 della Lazio.

## Caratteristiche tecniche
Era un attaccante esterno di fascia destra molto veloce, utilizzato anche come seconda punta, come laterale offensivo in un tridente, o come esterno destro in un centrocampo a 5.

## Carriera

### Club

#### Lazio e i vari prestiti
Inizia la sua carriera calcistica nel piccolo club del Calcio Tuscia di Viterbo, per poi trasferirsi al Siena, dove rimane per una sola stagione. Nel 2011 viene acquistato dalla Lazio che lo inserisce nella propria Primavera nella quale disputa 50 partite mettendo a segno 22 reti e andando a vincere anche un Campionato Primavera, una Coppa Italia Primavera, ed una Supercoppa Primavera.
Il 12 luglio 2014, per via delle sue ottime prestazioni con la maglia della Primavera, il Trapani, militante in Serie B, decide di acquistarlo a titolo temporaneo. L'esordio con la maglia granata arriva il 13 settembre successivo in occasione della vittoria casalinga, per 2-1, contro il Cittadella. Conclude il prestito a Trapani con un bottino di 12 presenze.
Il 31 agosto 2015 viene ceduto, nuovamente in prestito, all'Ancona, militante in Lega Pro. L'esordio con la maglia dei Dorici arriva il 13 settembre successivo in occasione della trasferta vinta, per 0-1, contro il Prato. In questa stagione, precisamente il 26 settembre 2015, mette a segno la sua prima rete tra i professionisti andando a siglare il gol partita nella vittoria casalinga, per 1-0, contro il L’Aquila. Concluderà la stagione con l'Ancona andando a totalizzare 26 presenze e 4 reti.
Per la stagione 2016-2017 fa ritorno alla Lazio dove ritrova Simone Inzaghi, suo ex allenatore ai tempi della Primavera biancoceleste, ora divenuto tecnico della prima squadra. Dopo la preparazione estiva il tecnico piacentino decide di trattenerlo e il 21 agosto 2016 gli dà la possibilità di esordire in Serie A in occasione della trasferta vinta, per 3-4, contro l'Atalanta, nella quale segna la rete del momentaneo 0-3. Il 30 marzo 2017 rinnova con la società biancoceleste fino al 2022. Il 17 maggio 2017 perde la finale di Coppa Italia poiché la sua squadra viene superata, per 2-0, dalla Juventus. Conclude la sua prima stagione in biancoceleste con un bottino di 19 presenze e 1 rete.
Il 13 agosto 2017 vince il suo primo titolo in maglia biancoceleste poiché la Lazio si impone, per 2-3, sulla Juventus nella partita valida per l'assegnazione della Supercoppa italiana 2017. Il 31 agosto successivo viene ceduto, a titolo temporaneo, al Benevento. L'esordio arriva il 17 settembre in occasione della sconfitta esterna, per 6-0, contro il Napoli. Conclude l'esperienza al Benevento con un bottino di 17 presenze non riuscendo a contribuire alla salvezza della squadra che verrà retrocessa a fine stagione.
Nell'estate 2018 fa ritorno alla Lazio, senza riuscire mai a scendere in campo con i biancocelesti. Nel mercato di riparazione viene ceduto in prestito per un anno e mezzo al Venezia, ma non riesce ad evitare la retrocessione in Serie C, poiché il 9 giugno 2019 la squadra è sconfitta ai rigori nel playout contro la Salernitana. Il 18 luglio 2019 passa in prestito, assieme al compagno di squadra Sofian Kiyine, proprio al club campano. Il 30 novembre segna il suo primo gol in Serie B nella partita con l'Ascoli, conclusa sull'1-1.
Il 31 gennaio 2022 passa in prestito alla Reggina.Il 5 marzo 2022 debutta con i calabresi al Tardini contro il Parma, risultando subito decisivo col suo tiro che, deviato dal parmense Cobbaut, scaturisce il gol del pareggio amaranto.
Il 24 settembre 2024, dopo mesi di inattività a causa di problemi fisici, ha dato l'addio al calcio giocato annunciando di restare però nella Lazio in qualità di allenatore nel settore giovanile. Dal 2025 allena la formazione U16 della Lazio.

## Statistiche

### Presenze e reti nei club
Statistiche aggiornate al 26 maggio 2024.
| Stagione           | Squadra            | Campionato         | Campionato | Campionato | Coppe nazionali | Coppe nazionali | Coppe nazionali | Coppe continentali | Coppe continentali | Coppe continentali | Altre coppe | Altre coppe | Altre coppe | Totale | Totale |
| Stagione           | Squadra            | Comp               | Pres       | Reti       | Comp            | Pres            | Reti            | Comp               | Pres               | Reti               | Comp        | Pres        | Reti        | Pres   | Reti   |
| ------------------ | ------------------ | ------------------ | ---------- | ---------- | --------------- | --------------- | --------------- | ------------------ | ------------------ | ------------------ | ----------- | ----------- | ----------- | ------ | ------ |
| 2014-2015          | Trapani            | B                  | 12         | 0          | CI              | 0               | 0               | -                  | -                  | -                  | -           | -           | -           | 12     | 0      |
| 2015-2016          | Ancona             | LP                 | 25         | 4          | CI+CI-LP        | 0+1             | 0               | -                  | -                  | -                  | -           | -           | -           | 26     | 4      |
| 2016-2017          | Lazio              | A                  | 18         | 1          | CI              | 1               | 0               | -                  | -                  | -                  | -           | -           | -           | 19     | 1      |
| 2017-2018          | Benevento          | A                  | 17         | 0          | CI              | 0               | 0               | -                  | -                  | -                  | -           | -           | -           | 17     | 0      |
| 2018-gen. 2019     | Lazio              | A                  | 0          | 0          | CI              | 0               | 0               | UEL                | 0                  | 0                  | -           | -           | -           | 0      | 0      |
| gen.-giu. 2019     | Venezia            | B                  | 11+2       | 0          | CI              | 0               | 0               | -                  | -                  | -                  | -           | -           | -           | 11     | 0      |
| 2019-2020          | Salernitana        | B                  | 21         | 5          | CI              | 2               | 0               | -                  | -                  | -                  | -           | -           | -           | 23     | 5      |
| 2020-2021          | Salernitana        | B                  | 3          | 0          | CI              | 1               | 0               | -                  | -                  | -                  | -           | -           | -           | 4      | 0      |
| Totale Salernitana | Totale Salernitana | Totale Salernitana | 24         | 5          |                 | 3               | 0               |                    | -                  | -                  |             | -           | -           | 27     | 5      |
| 2021-gen. 2022     | Lazio              | A                  | 0          | 0          | CI              | 0               | 0               | UEL                | 0                  | 0                  | -           | -           | -           | 0      | 0      |
| feb.-giu. 2022     | Reggina            | B                  | 8          | 0          | CI              | 0               | 0               | -                  | -                  | -                  | -           | -           | -           | 7      | 0      |
| 2022-2023          | Triestina          | C                  | 4          | 0          | CI-C            | 0               | 0               |                    | -                  | -                  |             | -           | -           | 4      | 0      |
| 2023-2024          | Lazio              | A                  | 0          | 0          | CI              | 0               | 0               | UCL                | 0                  | 0                  | SI          | 0           | 0           | 0      | 0      |
| Totale Lazio       | Totale Lazio       | Totale Lazio       | 18         | 1          |                 | 1               | 0               |                    | 0                  | 0                  |             | -           | -           | 19     | 1      |
| Totale carriera    | Totale carriera    | Totale carriera    | 121        | 10         |                 | 5               | 0               |                    | 0                  | 0                  |             | -           | -           | 126    | 10     |

## Palmarès

### Competizioni giovanili
- Campionato Primavera: 1

Lazio: 2012-2013
- Coppa Italia Primavera: 1

Lazio: 2013-2014
- Supercoppa Primavera: 1

Lazio: 2014

### Competizioni nazionali
- Supercoppa italiana: 1

Lazio: 2017